# (9002) 1981 QV2
(9002) 1981 QV2 là một tiểu hành tinh vành đai chính. Nó được phát hiện bởi Henri Debehogne ở Đài thiên văn La Silla ở Chile ngày 23 tháng 8 năm 1981.